# خانه حاج حسین حیدری
خانه حاج حسین حیدری مربوط به دوره پهلوی دوم است و در اردکان، خیابان امام خمینی، کوچه آزادی، پلاک ۵ واقع شده و این اثر در تاریخ ۱۶ شهریور ۱۳۸۳ با شمارهٔ ثبت ۱۱۱۱۱ به‌عنوان یکی از آثار ملی ایران به ثبت رسیده‌است.